# AS Monaco FC
Association Sportive de Monaco Football Club ili samo Monaco nogometni je klub iz Monaka, koji se natječe u francuskoj 1. ligi (Ligue 1). Klub je osnovan 1924. godine, a od 1948. godine ustrojen je kao profesionalni nogometni klub. Monaco je osam puta bio prvak Francuske i pet puta osvajač kupa. 
AS Monaco je jedan od klasičnih klubova FIFA-e.
Veoma je uspješan i u europskim natjecanjima: 2004. godine izborio je finale Lige prvaka, gdje ga je porazio Porto; također je igrao polufinala Lige prvaka 1994. i 1998., polufinale Kupa UEFA 1997., kao i polufinale 1990. te finale 1992. godine Kupa pobjednika kupova. Od 1970. do 1980. godine, kada ga je vodio francuski stručnjak Arsène Wenger, Monako je bio među najuspješnijim klubovima svijeta. Za Monaco je pet sezona vrlo uspješno igrao Dado Pršo. U svojoj posljednjoj sezoni u Monacu, Pršo je pomogao u pohodu kluba na finale Lige prvaka, između ostalog i s četiri pogotka u pobjedi od 8:3 nad Deportivom. Nakon katastrofalne sezone 2010./11. Monaco završava 18. na ljestvici i ispada u drugi rang francuskog nogometa. U sezoni 2012./13. nakon što je klub prošao u najviši rang tijekom ljetnog prijelaznog roka Monako je doveo nekoliko velikih pojačanja: Radamela Falcaa, João Moutinha, Jamesa Rodrígueza, Ricarda Carvalha, Érica Abidala i Jérémy Toulalana.

## Stadion
Stade Louis II otvoren je 1939. kao Monakov dom i od tada na njemu Monaco igra svoje domaće utakmice. Godine 1985. stadion je zamijenjen sa sadašnjom iteracijom, koja je sagrađena na mjestu u neposrednoj blizini okruženja Fontvieillea. Stadion može primiti do 18.500 navijača, te je ugostio brojne sportske događaje i finala europskih natjecanja, uključujući i svako izdanje UEFA Superkupa od 1998. do 2012. Stadion je na početku sezone 2008./09. doživio brojne obnove, uključujući instalaciju dva velika ekrana.

## Uspjesi

### Domaći uspjesi
Ligue 1:
- Prvak (8): 1960./61., 1962./63., 1977./78., 1981./82., 1987./88., 1997./98., 1999./00., 2016./17.
- Drugi (7): 1964., 1984., 1991., 1992., 2003., 2014., 2018.
- Treći (11): 1956., 1985., 1989., 1990., 1993., 1996., 1998., 2004., 2005., 2015., 2016.

Ligue 2:
- Prvak (1): 2013.
- Drugi (3): 1953., 1971., 1977.

Francuski kup:
- Pobjednik (5): 1960., 1963., 1980., 1985., 1991.
- Finalist (5):  1974., 1984., 1989., 1992., 2010.

Francuski liga kup:
- Pobjednik (1): 2003.
- Finalist (4): 1984., 2001., 2017., 2018.

Coupe Charles Drago:
- Pobjednik (1): 1961.

Francuski superkup:
- Pobjednik (4): 1961., 1985., 1997., 2000.
- Finalist (3): 1960., 2017., 2018.

### Europski uspjesi
Liga prvaka:
- Finalist (1): 2003./04. (finale)
- Polufinalist (3): 1993./94., 1997./98., 2016./17.

Kup UEFA
- Polufinalist (1): 1997.

Kup pobjednika kupova:
- Finalist (1): 1991./92. (finale)
- Polufinalist (1): 1989./90.

Kup Alpa:
- Prvak (3): 1979., 1983., 1984.
- Finalist (1): 1985.

## Vanjske poveznice
- Službena stranica